# Élection départementale partielle dans l'Hérault en 2019
Une élection départementale partielle a lieu en France en 2019.

## Synthèse
| Dates de l'élection  | Département | Canton | Conseillers sortants | Parti | Parti | Conseillers élus | Parti | Parti |
| -------------------- | ----------- | ------ | -------------------- | ----- | ----- | ---------------- | ----- | ----- |
| 30 juin et 7 juillet | Hérault     | Lodève | Irène Tolleret*      |       | LREM  | Gaëlle Levêque   |       | PS    |

* Conseillère démissionnaire.

## Résultats détaillés

### Canton de Lodève
Les électeurs du canton de Lodève sont appelés à élire un nouveau conseiller départemental à la suite de la démission d'Irène Tolleret, élue députée au Parlement européen sur la liste LREM-MoDem-Agir, la droite constructive, le 26 mai 2019.
| Candidats      | Candidats           | Partis         | Partis         | Premier tour | Premier tour | Second tour | Second tour |
| Candidats      | Candidats           | Partis         | Partis         | Voix         | %            | Voix        | %           |
| -------------- | ------------------- | -------------- | -------------- | ------------ | ------------ | ----------- | ----------- |
| 1              | Stéphanie Galzy     |                | RN             | 1 692        | 23,43        | 1 964       | 29,15       |
| 1              | Fabrice Thiry       |                | RN             | 1 692        | 23,43        | 1 964       | 29,15       |
| 2              | Daniel Guibal       |                | LREM           | 850          | 11,77        |             |             |
| 2              | Véronique Périgault |                | LREM           | 850          | 11,77        |             |             |
| 3              | Clothilde Ollier    |                | EELV           | 1 665        | 23,05        |             |             |
| 3              | Laurent Dupont      |                | EELV           | 1 665        | 23,05        |             |             |
| 4              | Gaëlle Levêque      |                | PS             | 3 016        | 41,76        | 4 733       | 70,85       |
| 4              | Éliette Charpentier |                | PS             | 3 016        | 41,76        | 4 733       | 70,85       |
|                |                     |                |                |              |              |             |             |
| Inscrits       | Inscrits            | Inscrits       | Inscrits       | 27 733       | 100,00       | 27 588      | 100,00      |
| Abstentions    | Abstentions         | Abstentions    | Abstentions    | 20 327       | 73,30        | 20 431      | 74,06       |
| Votants        | Votants             | Votants        | Votants        | 7 406        | 26,70        | 7 157       | 25,94       |
| Blancs et nuls | Blancs et nuls      | Blancs et nuls | Blancs et nuls | 183          | 2,47         | 420         | 5,87        |
| Exprimés       | Exprimés            | Exprimés       | Exprimés       | 7 223        | 97,53        | 6 737       | 94,13       |